# Чан Бого (антарктическая станция)
«Чан Бого» — южнокорейская научно-исследовательская станция в Антарктике, её открытие состоялось 12 февраля 2014 года. Находится в юго-восточной части Антарктиды на Земле Виктории.
Названа в честь Чан Бого, корейского военачальника IX века.

## История
Южная Корея получила разрешение на размещение второй полярной станции в Антарктиде в июне 2012 года, а в декабре того же года началось строительство, на строительство было потрачено 98 млн долларов США. На открытии присутствовал спикер Национального собрания Южной Корея Кан Чанхи.
Южная Корея стала 10-й страной, которая имеет более одной базы в Антарктике (другая южнокорейская антарктическая станция, Седжон, находится на острове Кинг-Джордж).

## Особенности
Среднегодовая температура на станции составляет около минус 14 °C. Станция состоит из 16 объектов, её общая площадь составляет 4458 м². Там могут разместиться до 60 человек. Планируется, что постоянный персонал станции составит 16 специалистов. На станции установлены солнечные батареи и оборудование для преобразования энергии ветра. Основное внимание в исследованиях планируется уделять изучению ледников, метеоритов и озонового слоя.